# Shirley Clelland
Shirley Clelland (* 24. Februar 1951) ist eine ehemalige britische Fünfkämpferin.
Bei den British Commonwealth Games 1970 in Edinburgh wurde sie für England startend Siebte.

## Persönliche Bestleistungen
- Weitsprung: 6,12 m, 10. Mai 1969, Leicester
- Fünfkampf: 4451 Punkte, 1970